# Meterostachys sikokianus
A Meterostachys sikokianus a kőtörőfű-virágúak (Saxifragales) rendjébe, ezen belül a varjúhájfélék (Crassulaceae) családjába és a fáskövirózsa-formák (Sempervivoideae) alcsaládjába tartozó faj.
Nemzetségének az egyetlen faja.

## Előfordulása
A Meterostachys sikokianus előfordulási területe Japánra és a Koreai-félszigetre korlátozódik. Azaz Ázsia keleti partmentének egyik növényfaja.